# انتقام الزباء (مسلسل)
إنتقام الزباء مسلسل تلفزيوني سوري من تأليف محمود ذياب وإخراج غسان جبرى، إنتاج التلفزيون العربي السوري،  بُث لأول مرة سنة 1974م.
يتعبر من أولى الأعمال التاريخية في تاريخ الدراما السورية و العربية بشكل عام.

## قصة العمل
يتناول قصة الملكة الزباء نايلة بنت عمرو بن الأظرب، ملكة تدمر، والتي قُتل والدها على يد ملك الحيرة، فانتقمت لوالدها، وحينما جاء عمرو بن عدي للأخذ بثأر خاله ملك الحيرة، قررت الملكة إنهاء حياتها بنفسها قائلة مقولتها الشهيرة «بيدي لا بيد عمرو» و التى أصبحت من أشهر أمثال العرب.

## الممثلون
- سلوى سعيد
- أسعد فضة
- بسام لطفي
- صباح الجزائري
- عدنان بركات
- رضوان عقيلي
- عبد اللطيف فتحي
- يوسف حنا
- محمود جركس
- أحمد دعاس
- محمد الطيب
- نور كيالى
- يولاند أسمر
- عبد السلام الطيب
- عدنان موسى
- ممدوح الخواجة
- نور الدين داغستاني
- أمل سكر
- علي التلاوي
- رياض شحرور
- رندة زكريا
- إنتصار شما
- نصر الدين شما
- رضوان الساطي
- غادة بشور
- حسان يونس
- ياسين أرناؤوط
- أدهم الملا
- حسن البغدادي
- وفيق الزعيم